# 金井勝実
金井 勝実（かない かつみ、1995年9月11日 - ）は、日本の俳優である。東京都出身。

## 出演

### テレビドラマ
- タンブリング 第1話・第5話（2010年4月17日・5月15日、TBS） - バスケ部員 役（第1話）・鷲津学院の新体操部員 役（第5話）
- 土曜プレミアム 終戦記念特別番組「最後の絆 沖縄・引き裂かれた兄弟 〜鉄血勤皇隊と日系アメリカ兵の真相〜」（2011年8月13日、フジテレビ） - 具志堅一郎 役
- 土曜ワイド劇場 西村京太郎トラベルミステリー61「越後・会津殺人ルート」（2014年3月22日、テレビ朝日） - 警察官 役（ノンクレジット）

### テレビ番組
- Rの法則（2011年12月21日 - 、NHK Eテレ） - R's第2期メンバー
- 天才!志村どうぶつ園特別編8（2013年6月15日、日本テレビ）「志村どうぶつ園メンバーと1匹の野良犬絆物語」 - タカアンドトシ・タカ（高校生） 役
- ファミリーヒストリー 第38回（2013年12月13日、NHK総合） - 吉田義行（青年期） 役

### 映画
- 映画 ビリギャル（2015年、東宝） - 不良A 役
- orange（2015年、東宝） - クラスメイト 役
- BLEACH 死神代行篇（2018年、ワーナー・ブラザース映画） - 不良3 役

### 舞台
- 『シーズン〜巡り合い〜』（2011年8月、演出：小林大祐）
- 舟木一夫特別公演『八百万石に挑む男』（2014年9月2日 - 24日） - 山内伊賀之亮（少年時代） 役
- 『いつか素敵なシネマのように』（2015年1月13日 - 18日、作・演出：ヒロセ ヤスタカ） - 大空かける 役
- 舟木一夫特別公演『―巷談・勝小吉―気ままにてござ候』（2015年12月1日 - 23日）

### CM
- 日本赤十字社

### 雑誌
- Hana*chu→ 2011年2月号「イケてるダンチューを探せ!!」